# Lütä
Lütä is een plaats in de Estlandse gemeente Setomaa, provincie Võrumaa. De plaats heeft de status van dorp (Estisch: küla) en telt 5 inwoners (2021).
Tot in oktober 2017 lag de plaats in de gemeente Misso. In die maand werd Misso opgedeeld tussen de gemeenten Setomaa en Rõuge.
Bij Lütä komt de Europese weg 263 uit op de Europese weg 77. In de E77 ligt de grensovergang Luhamaa tussen Estland en Rusland.

## Geschiedenis
Lütä hoorde tot maart 1919 bij Rusland. De plaats werd voor het eerst genoemd in 1558 onder de Russische naam Люлино (Ljoelino). Vanaf het eind van de 18e eeuw viel de plaats onder het gouvernement Pskov. In maart 1919 werd de regio rond de stad Petsjory (Estisch: Petseri), waar Lütä onder viel, door Estische troepen veroverd. Het veroverde gebied werd de Estische provincie Petserimaa. Lütä maakte deel uit van een nulk, een regio waar de taal Seto werd gesproken, de nulk Luhamaa. Luhamaa viel onder de gemeente Pankjavitsa. In 1922 verhuisde de regio Luhamaa van de gemeente Pankjavitsa in Petserimaa naar de gemeente Misso in Võrumaa. Daardoor bleef de plaats Estisch toen Petserimaa in 1945 onder de Sovjetbezetting bij het Russische oblast Pskov werd gevoegd.
Bij de gemeentelijke herindeling van 1977 werden Kossa, Lütä, Pruntova en Toodsi bij het dorp Luhamaa gevoegd. Bij de gemeentelijke herindeling van 1997 werden  Kossa, Lütä, Pruntova en Toodsi weer aparte dorpen, maar Luhamaa werd opgedeeld tussen Hindsa, Määsi en Pruntova.